# Everett Sloane
Everett Sloane (* 1. Oktober 1909 in New York City; † 6. August 1965 in Los Angeles, Kalifornien) war ein US-amerikanischer Schauspieler, der unter anderem durch seine Rollen in den Orson-Welles-Filmklassikern Citizen Kane (1941) und Die Lady von Shanghai (1947) bekannt wurde.

## Leben
Everett Sloane machte sein Schauspieldebüt im Alter von sieben Jahren in einer Schulaufführung als Puck in Ein Sommernachtstraum. Nach dem Abschluss an der Highschool besuchte Sloane die University of Pennsylvania, gab sein Studium jedoch für eine Schauspielkarriere auf. Er wurde Mitglied einer Theatergruppe, doch der Erfolg als Schauspieler wollte sich nicht einstellen. Daher nahm er eine Tätigkeit als Laufbursche an der Wall Street an. Nach dem Börsencrash im Jahre 1929 und der folgenden Weltwirtschaftskrise kehrte Sloane zum Showbusiness zurück und arbeitete beim Radio. Der Jude war Adolf Hitlers Übersetzungsstimme in der amerikanischen Nachrichtenschau The March of Time. 1935 gab er sein Debüt am Broadway, wo er bis 1960 in zehn Stücken spielte.
Sloane schloss sich in den 1930er-Jahren dem Mercury Theatre von Orson Welles an. Im Radio spielte Sloane in der berühmten Adaption von Der Krieg der Welten durch Orson Welles mit, die aufgrund ihres Realismus viele Radiozuhörer glauben ließ, Außerirdische würden wirklich gerade die Welt überfallen. Welles holte Sloane auch ins Filmgeschäft nach Hollywood und gab ihm seine heute wahrscheinlich bekannteste Rolle: in seinem Filmdebüt spielte er in Welles’ Citizen Kane die Rolle von Mr. Bernstein, dem treuen Freund und Finanzmanager der Titelfigur. Sloane und Welles arbeiteten bei den Filmen Von Agenten gejagt (1943) Die Lady von Shanghai (1947) abermals zusammen; in letzterem Film hatte Sloane als undurchsichtiger Anwalt Arthur Bannister und Ehemann von Rita Hayworths Femme fatale eine seiner umfangreichsten Filmrollen. 
Während er in den 1940er-Jahren nur wenige Filme drehte und vorrangig am Theater tätig, wurde er in den 1950er-Jahren ein bekanntes Gesicht im aufstrebenden Fernsehen. Er übernahm Gastrollen in zahlreichen Fernsehserien und sprach den Detektiv Dick Tracy in 79 Folgen der Zeichentrickserie The Dick Tracy Show. Er betätigte sich ebenfalls vereinzelt als Regisseur und Drehbuchautor von Serienfolgen. In den 1950er-Jahren spielte der wandlungsfähige Charakterdarsteller vermehrt in Kinofilmen, etwa als Dr. Gachet in der Filmbiografie Vincent van Gogh – Ein Leben in Leidenschaft von Vincente Minnelli sowie neben Paul Newman im Boxerfilm Die Hölle ist in mir. In seinen letzten Lebensjahren hatte er Auftritte in mehreren Komödien von und mit Jerry Lewis.
1960 erhielt Sloane einen Stern auf dem Hollywood Walk of Fame für seine Fernseharbeit. Insgesamt spielte er bis zu seinem Tod in rund 110 Film- und Fernsehproduktionen. Er beging 1965 im Alter von 55 Jahren Suizid mit Barbituraten, offenbar weil er aufgrund eines Glaukoms zu erblinden drohte. Er war von 1933 bis zu seinem Tod mit Lillian Herman verheiratet, sie hatten zwei Kinder. Everett Sloane liegt auf dem Angelus-Rosedale Cemetery in Los Angeles bestattet.

## Filmografie (Auswahl)
- 1941: Citizen Kane
- 1943: Von Agenten gejagt (Journey Into Fear)
- 1947: Die Lady von Shanghai (The Lady from Shanghai)
- 1949: Jigsaw
- 1949: In den Klauen des Borgia (Prince of Foxes)
- 1950: Die Männer (The Men)
- 1951: Der Tiger (The Enforcer)
- 1951: Insel der zornigen Götter (Bird of Paradise)
- 1951: Sirocco – Zwischen Kairo und Damaskus (Sirocco)
- 1951: Rommel, der Wüstenfuchs (The Desert Fox: The Story of Rommel)
- 1951: Das Herz einer Mutter (The Blue Veil)
- 1951: Die Diebe von Marschan (The Prince Who Was a Thief)
- 1952: König der Gauchos (Way of a Gaucho)
- 1952: Verkauft und verraten (The Sellout)
- 1955: Hollywood-Story (The Big Knife)
- 1956: Morgen trifft es dich (Patterns)
- 1956: Vincent van Gogh – Ein Leben in Leidenschaft (Lust for Life)
- 1956: Die Hölle ist in mir (Somebody Up There Likes Me)
- 1957–1958: Official Detective (Fernsehserie, 40 Folgen, als Moderator)
- 1958: Die Liebe der Marjorie Morningstar (Marjorie Morningstar)
- 1958: Strich durch die Rechnung (The Gun Runners)
- 1960: Das Erbe des Blutes (Home from the Hill)
- 1960/1965: Bonanza (Fernsehserie, 2 Folgen)
- 1961: Und die Nacht wird schweigen (By Love Possessed)
- 1961: Die Diebe von Marschan (The Prince Who Was a Thief)
- 1963: Der Mann vom Diners Club (The Man from the Diner’s Club)
- 1963/1965: Rauchende Colts (Gunsmoke) (Fernsehserie, 2 Folgen)
- 1964: Der Tölpel vom Dienst (The Disorderly Orderly)
- 1964: Die Heulboje (The Patsy)